# Prełuki (przystanek kolejowy)
Prełuki – nieczynny wąskotorowy kolejowy przystanek osobowy w Prełukach, w województwie podkarpackim, w Polsce.